# Grado masónico
En la francmasonería, una organización filosófica, el término grado masónico hace referencia a cada uno de los avances o niveles de conocimiento del oficio alcanzados por el iniciado. Los ritos son sistemas de enseñanza o formas de practicar la masonería, y los grados son estadios de conocimiento, en cada uno de los cuales se van develando nuevos simbolismos e información para el autoperfeccionamiento.[cita requerida]
Los grados de la masonería contemporánea, llamada masonería especulativa desde que se creó oficialmente en el siglo XVIII, se equiparan a la antigua organización de los gremios de constructores (la palabra masón proviene del francés, y significa "albañil") de las catedrales góticas  (véase arquitectura medieval), también llamada masonería operativa, que incluía: aprendices, compañeros del oficio y maestros de la logia.[cita requerida]

## Grados de la masonería azul

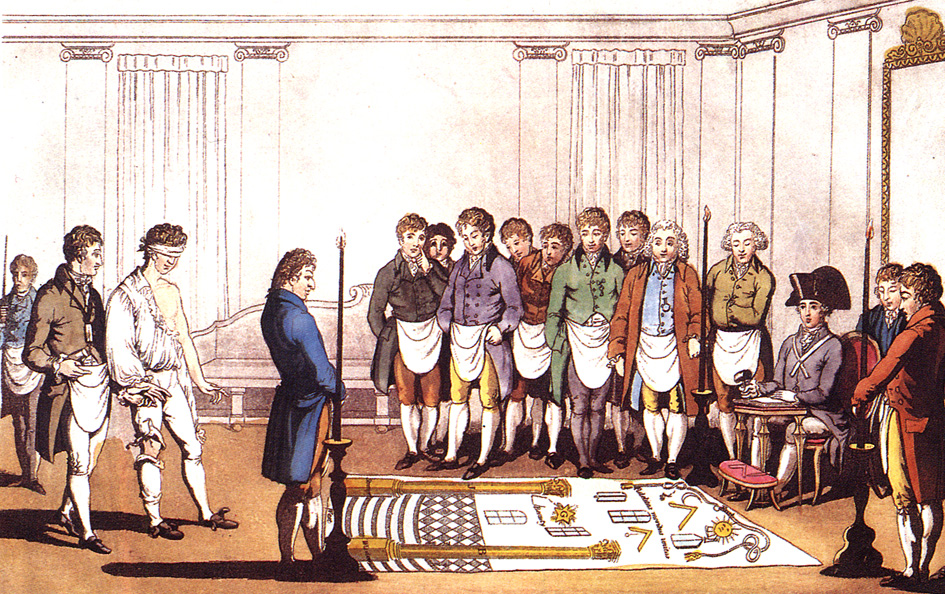
Imagen en la iniciación del primer grado (aprendiz), c. 1800-1805.

Los tres primeros grados son prácticamente iguales en todos los tipos de logias de la llamada regular (véase logia irregular): se trabajan en las logias azules o simbólicas, a menudo llamadas simplemente logias, y se les conoce como los grados 1.º, aprendiz (de masón); 2.º, compañero (de masón) y 3.º, maestro masón.[cita requerida]

### Aprendiz
El primer grado está inspirado en el libro de Rut 4:7, el cual simboliza quitarse los zapatos y caminar con los ojos cubiertos. El primer grado simboliza el nivel de conciencia ordinaria o natural, y cómo interactúa con el mundo.
Como imagen de Dios o de cualquier otro ser supremo en el que base su creencia personal, al iniciado (se le llama iniciación al ingreso al primer grado, es decir, al ingreso a la masonería) le son dichas sus obligaciones, y se le entrega el libro de las leyes sagradas (en algunas logias, el libro de la ley es un libro religioso, por lo general la Biblia; en otras, de orientación laica (véanse laicidad y laicismo), una Constitución y las herramientas de su iniciación: el mandil, el escoplo y el calibrador (véase símbolos francmasónicos), los cuales representan la pasión para hacer las cosas, la educación o capacidad de análisis y la capacidad intelectual para utilizar las herramientas.
Este se basa sobre tres columnas que representan sabiduría, fortaleza y belleza, con lo que se comunica la idea de la par de los opuestos y que se debe caminar como las escaleras de la conciencia, simbolizando alguna vez a San Juan. La escalera de tres niveles representa el macrocosmos, con el piso de cuadros dual, la virtud y el cielo, y por último la divinidad a alcanzar, cualquiera que sea (en la masonería, que no es una religión ni una secta, se acepta el ingreso de personas de cualquier creencia religiosa o espiritual; incluso hay ritos [formas de practicar la masonería] que aceptan personas sin creencia alguna).

### Compañero

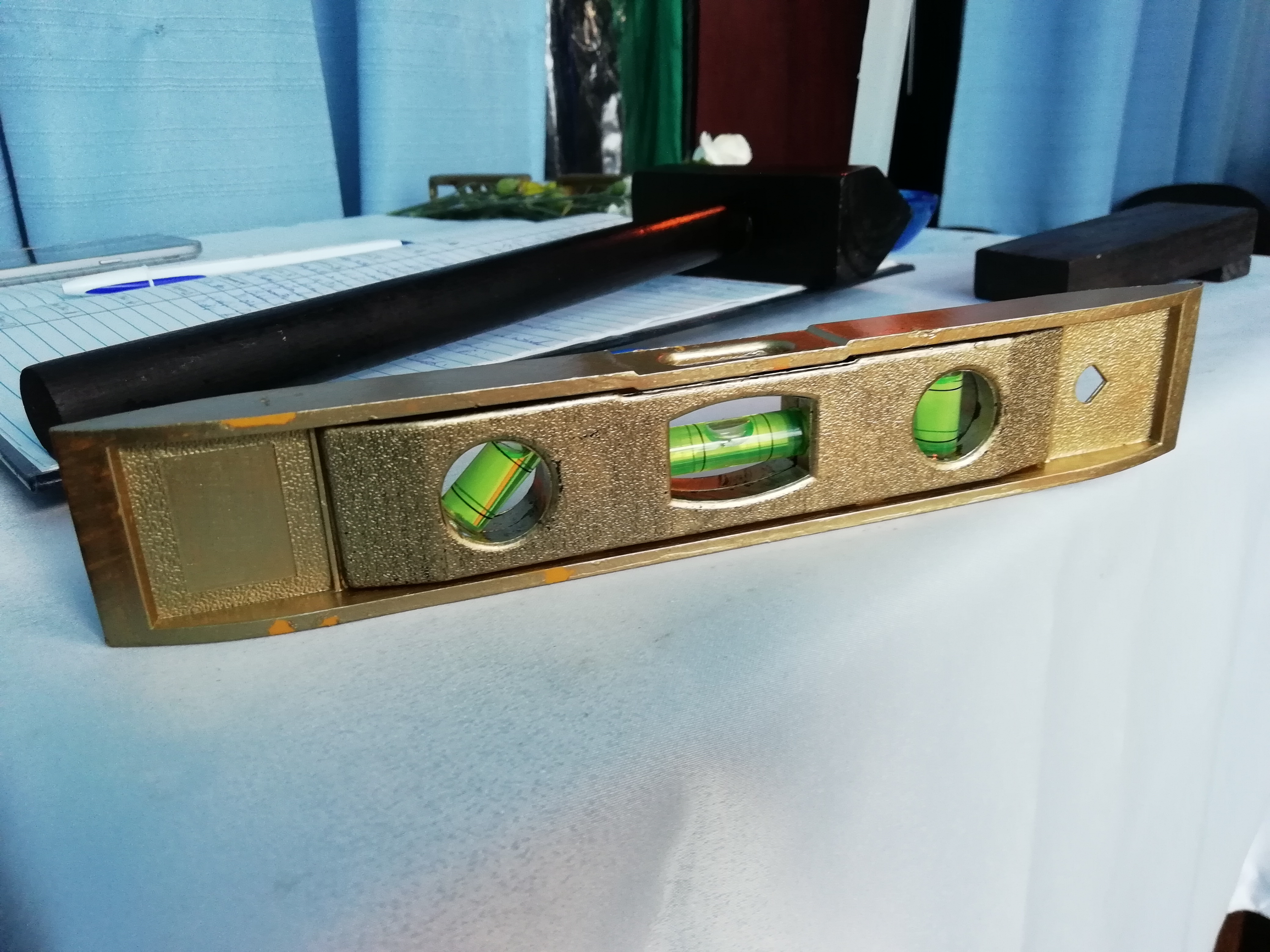
El nivel, un símbolo del grado de compañero, en una logia del rito nacional mexicano, en 2019.

El segundo grado, compañero, simboliza el nivel del individuo de lo que se llama alma y subconsciente. Es parecido al primer grado, y representa el camino ascendente por la escalera. En la masonería, el propio individuo es el templo; para algunos tipos (ritos) de masonería, es el templo de Dios (1 Corintios 6:19), y en el camino hacia la  cámara del medio es donde el masón de segundo grado hace la mayoría de su trabajo. Entre los símbolos se encuentra una mata de trigo, que significa el mundo antiguo y conservador de los conocimientos arcanos. Todo esto se desarrolla en un lugar que refleja al Templo de Salomón, acompañado de las columnas J y B. El guardia menor le permite el paso a la cámara donde se realizará el acto. Las herramientas que le son entregadas, a diferencia de las herramientas de acción del primer grado, son herramientas de prueba o calibración. El símbolo de las herramientas es la regla (de peso) de medición de gravedad, que representa la licencia de hacer la obra; el nivel significa la restricción de las pasiones, y la escuadra define la relación propia de las dos herramientas restantes opuestas entre sí, las cuales representan la habilidad del masón para practicar la moralidad. El paso o ingreso al segundo grado se denomina aumento de salario.[cita requerida]

### Maestro
El tercer grado, maestro, simboliza el nivel de conciencia, espiritualidad y la muerte, que nos iguala a todos los seres humanos. Entre los símbolos del grado están una ramita de acacia, la cual representa la vida del individuo que lo lleva a crecer, en contraste con el primer grado, que es un viviente del mundo natural. En este grado, el hermano ya no es conducido a la puerta de la cámara de la muerte como un ciego; más bien está abierta, pues ya pronto va a ser un miembro completo del cuerpo. En esta ceremonia, se lleva a cabo una representación de la muerte del sabio arquitecto Hiram Abif, constructor del Templo de Salomón, lo que simboliza la muerte de sí mismo (ego, yo), maltratado simbólicamente por los tres rufianes o demonios Jubelá o Jubelas, Jubeló o Jubelos y Jubelum o Jubelón (defectos y agregados). Por su muerte, Hiram Abif es levantado de ella, y renace como una nueva persona. Esta muerte y resurrección se llevan a cabo en cuatro pasos: el recibimiento, la muerte, el acostamiento y el levantamiento de la nueva persona.
Las herramientas entregadas son el lápiz (la creatividad), el carrete (cordel) y el compás, herramientas de diseño que representan el entendimiento de las leyes fundamentales, tanto naturales como espirituales, y el hecho de restringirse de éstas o la creatividad. El compás sirve para mantener balanceadas las otras dos herramientas.[cita requerida]
El paso al tercer grado, el sublime grado de Maestro, se denomina exaltación.[cita requerida]
A partir del cuarto grado, cada rito (cada forma de practicar la masonería) tiene su propia lista de grados:

### Rito escocés antiguo y aceptado
| Grado | Nombre común                                | En inglés                                                                                           | Notas |
| ----- | ------------------------------------------- | --------------------------------------------------------------------------------------------------- | --- |
| 1°    | Aprendiz                                    | Entered Apprentice                                                                                  | Entre los presentes a la iniciación del nuevo miembro de la masonería, se encuentran el Venerable Maestro y el orador, ambos velados a la vista del iniciado. Se le entrega a este un mandil de piel de cordero y una espada de bronce. |
| 2°    | Compañero                                   | Fellow Craft                                                                                        | Muy parecido al primero. Se le hace una serie de preguntas sobre su iniciación, y se le entrega el mandil correspondiente, que es similar al de aprendiz. Se le da la seña del saludo de mano, la palabra secreta, y este jura mantener el arte en secreto. |
| 3°    | Maestro                                     | Master Mason                                                                                        | Mandil parecido al de segundo grado, pero con un forro y borde de color rojo. Lleva inscritas las letras M∴ y B∴ |
| 4°    | Maestro Secreto                             | Master Traveler or Secret Master                                                                    | Del grado 4 hasta el 14 corresponden a la Logia de la Perfección o Filosófico del Rito Escocés Antiguo y Aceptado, y se enfatizan el deber, la fidelidad, la integridad y la necesidad de guardar el secreto, en toda relación con el mundo profano. |
| 5°    | Maestro Perfecto                            | Perfect Master                                                                                      | Este grado enseña que tanto los pensamientos impuros y egocéntricos como las ambiciones no valiosas corrompen y destruyen al individuo, y que todo aquel que olvida su deber a su logia será destruido espiritualmente. |
| 6°    | Secretario Íntimo                           | Intimate Secretary                                                                                  | Este grado enseña la devoción y el celo en hacer las obligaciones propias, como virtudes que recompensan. |
| 7°    | Preboste y Juez                             | Provost and Judge                                                                                   | Este grado enseña a juzgar correctamente, sin respeto alguno a la persona y que una sola ley debiera ser aplicada a todos, de manera imparcial, tanto al profano como al hermano, así la justicia sea misericordiosa o justa. |
| 8°    | Intendente de la Construcción               | Intendant of the Building                                                                           | |
| 9°    | Maestro Elegido de los 9                    | Master Elect of the Nine or Elect of Nine                                                           | |
| 10°   | Maestro Elegido de los 15                   | Master Elect or Elect of the 15                                                                     | |
| 11°   | Sublime Caballero Elegido                   | Sublime Master Elected or Sublime Elect                                                             | |
| 12°   | Gran Maestro Arquitecto                     | Grand Master Architect                                                                              | |
| 13°   | Maestro del Arco Real o Real Arco           | Master of the Ninth Arch or Royal Arch of Enoch                                                     | Completa las lecciones prácticas de los grados azules a través de una contemplación de la naturaleza espiritual del ser humano. El masón debe hallar la fortaleza interior necesaria para descender hasta lo más profundo de sí mismo y seguir adelante. Debe Debe mirar profundamente en su propia bóveda perdida y buscar la perfección. Todos nos enfrentamos el miedo en nuestras vidas; la manera como afrontemos esos miedos nos definirá. No permitir que los miedos disminuyan el valor en el viaje hacia la perfección. |
| 14°   | Gran Escocés de la Bóveda Real              | Grand Elect Mason or Scottish Knight of Perfection                                                  | |
| 15°   | Caballero de Oriente                        | Knight of the East or Knight of the Sword                                                           | Los grados 15 y 16 representan al consejo del Príncipe de Jerusalén. |
| 16°   | Príncipe de Jerusalén                       | Prince of Jerusalem                                                                                 | |
| 17°   | Caballero de Oriente y Occidente            | Knight of the East and West                                                                         | |
| 18°   | Soberano Príncipe Rosacruz                  | Knight of the Rose Croix or Knight of the Pelican and Eagle, Sovereign Prince Rose Croix of Heredom | Estos grados representan la orden Rosacruz. |
| 19°   | Gran Pontífice o Sublime Escocés            | Grand Pontiff                                                                                       | Los grados 19 al 30 representan al Consejo de Caballeros Kadosch. |
| 20°   | Venerable Maestro de Todas las Logias       | Venerable Grand Master or Master ad Vitam                                                           | |
| 21°   | Noaquita o Caballero Prusiano               | Patriarch Noachite                                                                                  | |
| 22°   | Caballero del Hacha Real                    | Prince of Libanus                                                                                   | |
| 23°   | Jefe del Tabernáculo                        | Chief of the Tabernacle                                                                             | |
| 24°   | Príncipe del Tabernáculo                    | Prince of the Tabernacle                                                                            | |
| 25°   | Caballero de la Serpiente de Bronce         | Knight of the Brazen Serpent                                                                        | |
| 26°   | Príncipe de la Misericordia                 | Friend and Brother Eternal or Prince of Mercy                                                       | |
| 27°   | Soberano Comendador del Templo              | Commander of the Temple                                                                             | |
| 28°   | Caballero del Sol                           | Knight of the Sun                                                                                   | |
| 29°   | Gran Escocés de San Andrés                  | Knight of St. Andrew                                                                                | |
| 30°   | Caballero Kadosh                            | Grand Inspector, Grand Elected Knight Kadosh, Knight of the White and Black Eagle                   | |
| 31°   | Gran Inquisidor                             | Knight Aspirant or Grand Inspector Inquisitor Commander                                             | Es el Tribunal de Grandes Jueces de la Orden y representa al poder Judicial del Rito. Es el orador de la logia. |
| 32°   | Sublime Príncipe del Real Secreto           | Sublime Prince of the Royal Secret                                                                  | El Gran Consistorio es el cuerpo encargado de la moral, el dogma y enseñanza de todos los grados para asegurar la permanencia inalterada y eterna de la enseñanza del rito. Es el poder Ejecutivo y venerable maestro. |
| 33°   | Soberano gran inspector general de la Orden | Sovereign Grand Inspector General or Grand Inspector General                                        | |

### Rito de York

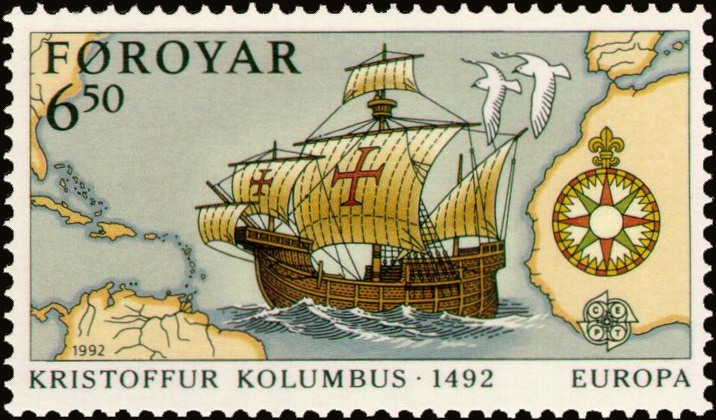
Imagen de la Cruz Templaria usada por Cristóbal Colón en la Santa María, estampa de las Islas Feroe en conmemoración de los 500 años del descubrimiento de América.

| Grado | Nombre común                           | en inglés                     | Notas                                                                                |
| ----- | -------------------------------------- | ----------------------------- | ------------------------------------------------------------------------------------ |
| 1°    | Aprendiz Masón                         | Entered Apprentice            |                                                                                      |
| 2°    | Compañero Masón                        | Fellow Craft                  |                                                                                      |
| 3°    | Maestro Masón                          | Master Mason                  | Los primeros tres son los de las Logias Simbólicas, de ahí siguen los del Arco Real. |
| 4°    | Maestro de la Marca                    | Mark Master                   |                                                                                      |
| 5°    | Maestro Virtual Pasado                 | Past Master                   | Este grado no existe en todas las áreas.                                             |
| 6°    | Muy Excelente Maestro                  | Most Excellent Master         |                                                                                      |
| 7°    | Maestro Masón del Arco Real            | Royal Arch Master Mason       | Termina aquí el capítulo de Masones del Arco Real.                                   |
| 8°    | Maestro Real                           | Royal Master                  | Empieza el Concilio de Maestros Reales y selectos Crípticos.                         |
| 9°    | Maestro Secreto                        | Select Master                 |                                                                                      |
| 10°   | Súper Excelente Maestro                | Super Excellent Master        | Grado Honorario.                                                                     |
| 11°   | Ilustre Orden de la Cruz Roja          | Order of the Red Cross        | Empieza la "Comandancia de Caballeros Templarios".                                   |
| 12°   | Orden de Malta y Paso del Mediterráneo | Order of the Knights of Malta |                                                                                      |
| 13°   | Orden del Temple                       | Order of the Knights Templar  |                                                                                      |

## Compatibilidad entre los ritos
Los tres primeros grados son practicados en las logias azules, también llamadas logias simbólicas, el Rito Escocés Antiguo y Aceptado consta de 33 grados, mientras que el Rito de York tiene 13 grados.

### Escocés
La Logia Azul (representa de forma universal los primeros 3 grados), la Logia de la Perfección del 4 hasta el 14, el Príncipe de Jerusalén 15 y 16 o Concilio, El "Capítulo Rosa Cruz" del 17 al 18 (en algunas Jurisdicciones el Soberano Capítulo Rosa Cruz abarca del 15 al 18), del 4.º grado al 18.º corresponden a la Masonería Roja; el Consejo kadosh del 19 al 30, correspondientes a la Masonería Negra, y Grados administrativos 31 al 33, llamados Masonería Blanca. En el Supremo Consejo del Grado 33, se dividen en Activos, Supernumerarios y Honorarios; solo son miembros activos los integrantes del "Cuadro" del Supremo Consejo, y el resto forma parte de cuerpos dependientes, como la corte de honor.
En el Rito Escocés Antiguo y Aceptado, los cuerpos auxiliares masónicos que empiezan después de los tres grados simbólicos de las logias azules son los siguientes:
- La Orden de la Estrella de Oriente: es una fraternidad masónica y cristiana, que comienza después del tercer grado regular masónico.
- la Orden del Santo Sepulcro de Jerusalén del Santuario de Jerusalén u Orden del Blanco Sepulcro de Jerusalén, de tendencia cristiana, pero abierta a cualquier creencia, como cualquier otra fraternidad. Su nivel estriba alrededor de los conocimientos de la logia de la perfección.[1]
- La Orden de la Amaranta, del mismo nivel que la del Santo Sepulcro, es una orden femenina, las primeras dos son de ambos géneros.
- Las Hijas del Nilo, son la rama femenina de los Shriners, grados comparativos al Consistorium.[1]
- Las Damas del Sepulcro Oriental de América del Norte (Ladies Oriental Shrine of North America), las hijas de las Damas del Sepulcro de Osiris. Para entrar la aspirante debe ser una hija hereditaria de los Shriners o bien estar relacionada con algún maestro masón de los 'grados superiores', con grados comparativos a los del Capítulo (17, 18).[1]
- La Orden Internacional del Arco Iris para Niñas, es la rama juvenil de la masonería para niñas y mujeres jóvenes, con edades que van desde los 11 hasta los 23 años, con grados comparativos de hasta el 24.[1]
- La Orden Internacional de las Hijas de Job o simplemente Job's Daughters International, que pueden escalar hasta el grado 28. La mayoría de estas órdenes son de Masonería Cristiana, existen muchas más, por lo general derivadas de estas órdenes.[1]

### York
Las derivaciones más importantes que salen de la rama de York, después de la Logia Azul o Logia Simbólica, son el Rito York como tal, que consta de 10 grados propiamente dichos, haciendo 13 en total. Los del Arco Real son del 4-7, sigue el Concilio de Maestros Reales y selectos Crípticos hasta el 10, Comandancia de Caballeros Templarios hasta el 13. Un grado en el Rito de York equivale comúnmente a tres grados o dos dependiendo con el Rito Escocés.
Después del grado 7 o Arco Real, el masón puede escoger seguir hasta completar los 13 grados, o también unirse a las sociedades en el escalafón de York. Estas son la Orden Internacional de la Cruz Roja o la Ilustre Orden de la Cruz Roja de los Caballeros de Malta, una sociedad cristiana templaria, equivalente al grado teórico 16 de York, o 26 del Escocés, que empieza desde el 7.
- Orden de los Caballeros de Malta, Orden de origen católico, cristiana antigua, que sería equivalente al grado 26 hasta el grado 31 del Rito Escocés.
- Orden de los Caballeros Templarios la Comandancia, que es equivalente al grado 31 y 32. En estos grados se unen con la escocesa en la ilustre Orden de la Cruz Roja de Constantino, oficialmente llamada La Orden Masónica y Militar de la Cruz Roja de Constantino y las Órdenes del Santo Sepulcro y San Juan el Evangelista.
- la Orden Real de los Jesters u Orden de los Bufones Reales, equivalente al grado 33 honorario.
- Después del grado 3 los escindidos del Rito de York son:
- The Mystic Order of Veiled Prophets of the Enchanted Realm (M.O.V.P.E.R), también llamado "The Grotto" (la Gruta), que pueden llegar hasta el grado 7 o Arco Real, equivalente al 14 Escocés. Esta es la forma "árabe" del culto.
- La Ancient Egyptian Order of SCIOTS, Antigua Orden Egipcia de los SCIOTS, que obtienen títulos relativos al mundo egipcio, como el título de Faraón, equivalente al grado 8 o 16 Escocés.
- los Tall Cedars of Lebanon o los Grandes Cedros del Líbano, sin grados, pero en conocimiento del Arco Real, 14 Escocés.

Los miembros de la organización llamada Ancient Arabic Order of the Nobles of the Mystic Shrine (A.A.O.N.M.S) son llamados comúnmente Shriners. Este es el acrónimo de la Antigua Orden Árabe de los Nobles del Santuario Místico. Son una orden filantrópica que actúa en forma de hospitales infantiles, y que ayuda especialmente a los niños, contando con una vocación de servicio hacia los demás.

## Altos grados masónicos
Los altos grados masónicos, son los grados masónicos que empiezan después de los tres grados simbólicos de las logías azules. En la francmasonería, los primeros tres grados masónicos constituyen los grados fundamentales. Los primeros tres grados de la francmasonería son llamados blue lodge masonry, en los países de habla inglesa. Además de estos tres grados básicos, se han agregado diversos sistemas de altos grados masónicos que se practican en los talleres avanzados. También existen los cuerpos auxiliares masónicos. Las logias que practican los altos grados masónicos, son distintas de las logias azules que practican los primeros tres grados. Tienen nombres diferentes, variando los grados que confieren, pero también se les conoce bajo el término genérico de "talleres avanzados" o "talleres de desarrollo". En general, estas logias se agrupan en varios conjuntos distintos de denominaciones (grandes logias o grandes orientes), que federan a las logias de los primeros tres grados masónicos.
A principios del siglo XXI, hay un total de grados que varían según con los diferentes ritos:
- Rito francés: 7 grados masónicos, de los cuales 3 son simbólicos y 4 filosóficos, más un nivel administrativo que está fuera de la escala de grados.

- Rito escocés antiguo y aceptado: 33 grados masónicos.

- Rito escocés rectificado: 6 grados masónicos.

- Rito de Memphis y Mizraím: 99 grados masónicos.

- Rito de York: 13 grados masónicos.

- Rito Perfectibilista: 13 grados masónicos.

- Rito Nacional Mexicano: 9 grados masónicos.

## Gran maestro masón
El título tradicional de gran maestre se suele otorgar al líder de una orden o hermandad. En el caso particular de la Masonería, el título de Gran Maestro Masón aparece con la creación de la primera obediencia masónica, en Londres, a principios del S XVIII .